# Clayton (Wisconsin)
Clayton es una villa ubicada en el condado de Polk en el estado estadounidense de Wisconsin. En el Censo de 2010 tenía una población de 571 habitantes y una densidad poblacional de 68 personas por km².

## Geografía
Clayton se encuentra ubicada en las coordenadas 45°19′39″N 92°9′52″O / 45.32750, -92.16444. Según la Oficina del Censo de los Estados Unidos, Clayton tiene una superficie total de 8.4 km², de la cual 8.07 km² corresponden a tierra firme y (3.95%) 0.33 km² es agua.

## Demografía
Según el censo de 2010, había 571 personas residiendo en Clayton. La densidad de población era de 68 hab./km². De los 571 habitantes, Clayton estaba compuesto por el 95.97% blancos, el 0.7% eran afroamericanos, el 0.18% eran amerindios, el 0% eran asiáticos, el 0% eran isleños del Pacífico, el 1.23% eran de otras razas y el 1.93% pertenecían a dos o más razas. Del total de la población el 2.1% eran hispanos o latinos de cualquier raza.